# Liste des édifices labellisés « Patrimoine du XXe siècle » du Loiret

Le département du Loiret en rouge sur la carte

La liste des édifices labellisés « Patrimoine du XXe siècle » du Loiret recense les édifices protégés au titre du Patrimoine du XXe siècle dans le département français du Loiret en région Centre-Val de Loire.

## Liste
| Monument                                              | Commune       | Adresse                                         | Coordonnées                      | Notice         | Protection                           | Date           | Illustration                                          |
| ----------------------------------------------------- | ------------- | ----------------------------------------------- | -------------------------------- | -------------- | ------------------------------------ | -------------- | ----------------------------------------------------- |
| Centrale électrique de Fay-aux-Loges                  | Fay-aux-Loges | Route de Nestin                                 | 47° 56′ 14″ nord, 2° 09′ 02″ est | « PA45000011 » | Inscrit MH (1999)                    | 1999           | Centrale électrique de Fay-aux-Loges                  |
| Église Sainte-Jeanne-d'Arc de Gien                    | Gien          | 5 place du Château                              | 47° 41′ 07″ nord, 2° 37′ 52″ est | « PA00098785 » | Inscrit MH (1940, 1944, 2001)        | 1940 1944 2001 | Église Sainte-Jeanne-d'Arc de Gien                    |
| Bâtiment de la Lyonnaise des Eaux                     | Orléans       | 26 rue de la Chaude-Tuile                       | 47° 54′ 54″ nord, 1° 54′ 50″ est |                |                                      | 2015           | Image manquante Téléverser                            |
| Église Notre-Dame-de-Recouvrance                      | Orléans       | Rue Notre-Dame-de-Recouvrance                   | 47° 53′ 56″ nord, 1° 54′ 02″ est | « PA00098842 » | Classé MH (1918)                     | 1918           | Église Notre-Dame-de-Recouvrance                      |
| Hôtel de la Caisse d'épargne                          | Orléans       | 3 rue d'Escures                                 | 47° 54′ 10″ nord, 1° 54′ 26″ est | « PA45000017 » | Inscrit MH (2000)                    | 2000           | Hôtel de la Caisse d'épargne                          |
| Îlots expérimentaux de la Reconstruction (1 à 5)      | Orléans       | Centre-ville                                    | 47° 54′ 05″ nord, 1° 54′ 09″ est |                |                                      | 2014           | Îlots expérimentaux de la Reconstruction (1 à 5)      |
| Lotissement des Champs-Élysées                        | Orléans       | Quartier des Champs-Élysées                     | 47° 54′ 15″ nord, 1° 54′ 34″ est |                |                                      | 2015           | Image manquante Téléverser                            |
| Laboratoires Sandoz                                   | Orléans       | Avenue du Champ-de-Mars                         | 47° 53′ 36″ nord, 1° 53′ 36″ est |                |                                      | 2015           | Laboratoires Sandoz                                   |
| Maison Art Nouveau                                    | Orléans       | 7bis route d'Olivet                             | 47° 53′ 10″ nord, 1° 54′ 18″ est | « PA00132576 » | Inscrit MH (1994)                    | 1994           | Maison Art Nouveau                                    |
| Maison Art Nouveau                                    | Orléans       | 46 rue Saint-Marc                               | 47° 54′ 18″ nord, 1° 55′ 30″ est | « PA00132574 » | Inscrit MH (1994)                    | 1994           | Maison Art Nouveau                                    |
| Maison à lucarnes                                     | Orléans       | 49 rue des Beaumonts Rue du Faubourg-Saint-Jean | 47° 54′ 22″ nord, 1° 53′ 24″ est | « PA45000003 » | Inscrit MH (1997)                    | 1997           | Maison à lucarnes                                     |
| Monument à Charles Péguy                              | Orléans       | Square Charles-Péguy                            | 47° 54′ 04″ nord, 1° 55′ 12″ est | « PA45000048 » | Inscrit                              | 2017           | Image manquante Téléverser                            |
| Parc floral de la Source                              | Orléans       |                                                 | 47° 51′ 03″ nord, 1° 56′ 01″ est | « PA45000028 » | Inscrit MH (2006)                    | 2006           | Parc floral de la Source                              |
| Service inter-régional de traitement de l'information | Orléans       | 2 rue Paul-Langevin                             | 47° 49′ 56″ nord, 1° 56′ 17″ est | « PA45000046 » | Inscrit MH (2015) · Classé MH (2016) | 2015           | Service inter-régional de traitement de l'information |
| Fontaine monumentale dite « La Source humaine »       | Orléans       | Parc Pasteur                                    | 47° 54′ 28″ nord, 1° 54′ 43″ est | « PA45000050 » | Inscrit                              | 2017           | Fontaine monumentale dite « La Source humaine »       |
| Voie d'essai de l'aérotrain d'Orléans                 | Ruan          |                                                 | 48° 01′ 42″ nord, 1° 53′ 03″ est |                |                                      | 2015           | Voie d'essai de l'aérotrain d'Orléans                 |

### Sources
- [PDF] « Édifices ou ensembles labellisés « Patrimoine du XXe siècle » entre 2000 et 2015 », sur culturecommunication.gouv.fr, 24 février 2017